# フェラーリ・F2008
フェラーリ F2008 (Ferrari F2008) はスクーデリア・フェラーリが2008年のF1世界選手権に投入したフォーミュラ1カーで、アルド・コスタによって設計された。フェラーリとしてのコードナンバーは659。カーナンバーはキミ・ライコネンの「1」とフェリペ・マッサの「2」。

## 概要

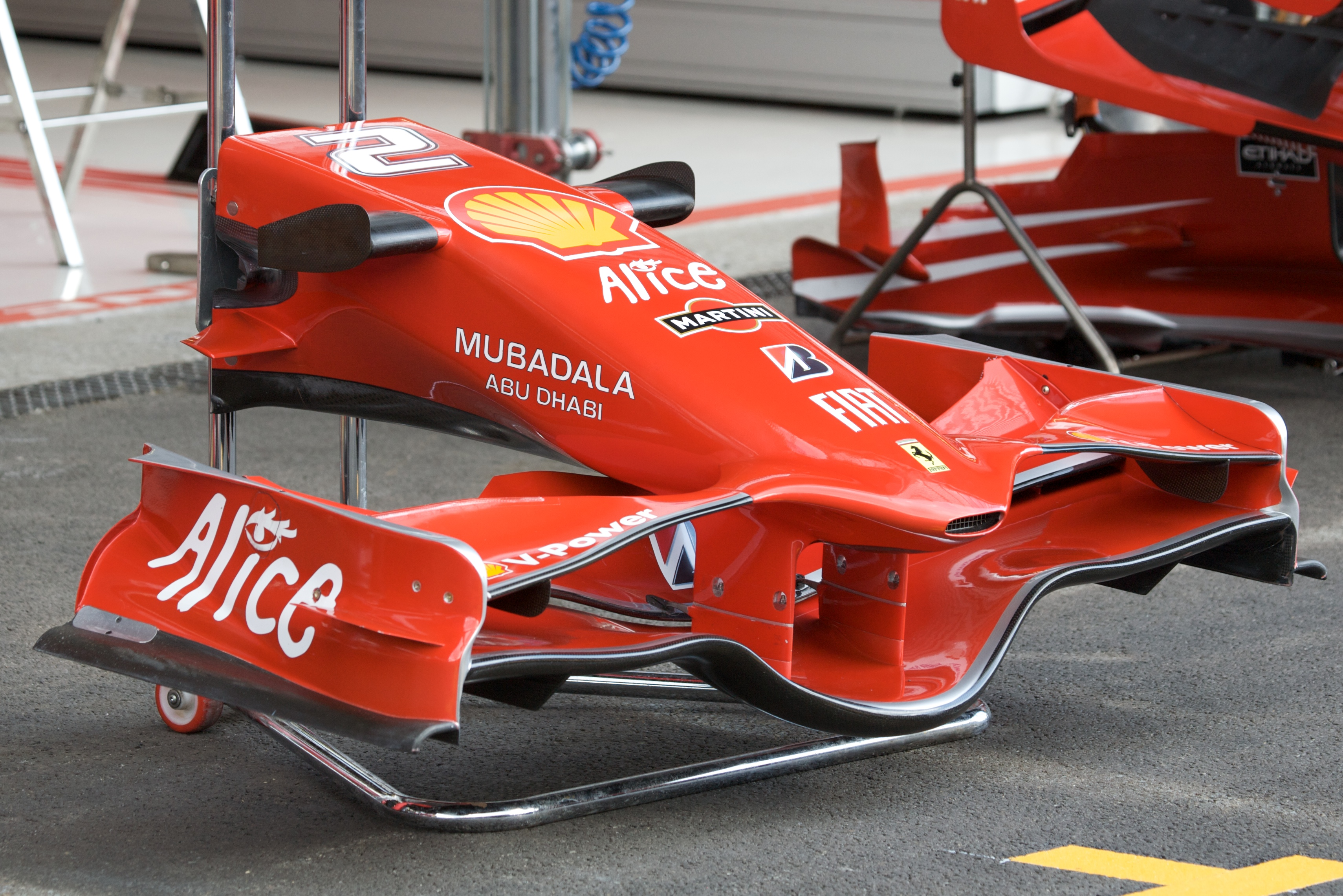
ベルギーGPでのノーズコーン

F2007では空力的に優位に立つためにロングホイールベースを採用してきたが3,135mmもの長さまでになっていた。しかし、2007年になると他のマシンはマシン全体でのバランスを考えた結果、F2007よりもショートホイールベース化に転じており、2008年、ついにフェラーリも低速サーキットでの弱点への対応策としてホイールベースを短縮した。逆にショートホイールベースを採用したマクラーレンは若干ホイールベースを伸ばしていた。
フロントノーズは、2007年のトヨタがTF107に採用したノーズを、若干高くしたような形状に変更した。
サイドポンツーンは非常にコンパクトにまとめられていた。2004年のF2004で本格的に使用したチムニーダクト（煙突形の排気ダクト）は、248F1以降整流フィンの役割を重視した形状になっている。このためか、排熱の役割を担っているルーバーは、F2007よりも格段に数が多くなっていた。
2008年のレギュレーション変更によって、ギアボックスは4レース連続で使用しなければならない。そして、トラクションコントロールが廃止され、全チームが使用する新電子システム、MES（マクラーレン・エレクトロニック・システムズ）製のSECU（スタンダード・エレクトロニックコントロールユニット）が導入された。

### シーズン中の改良

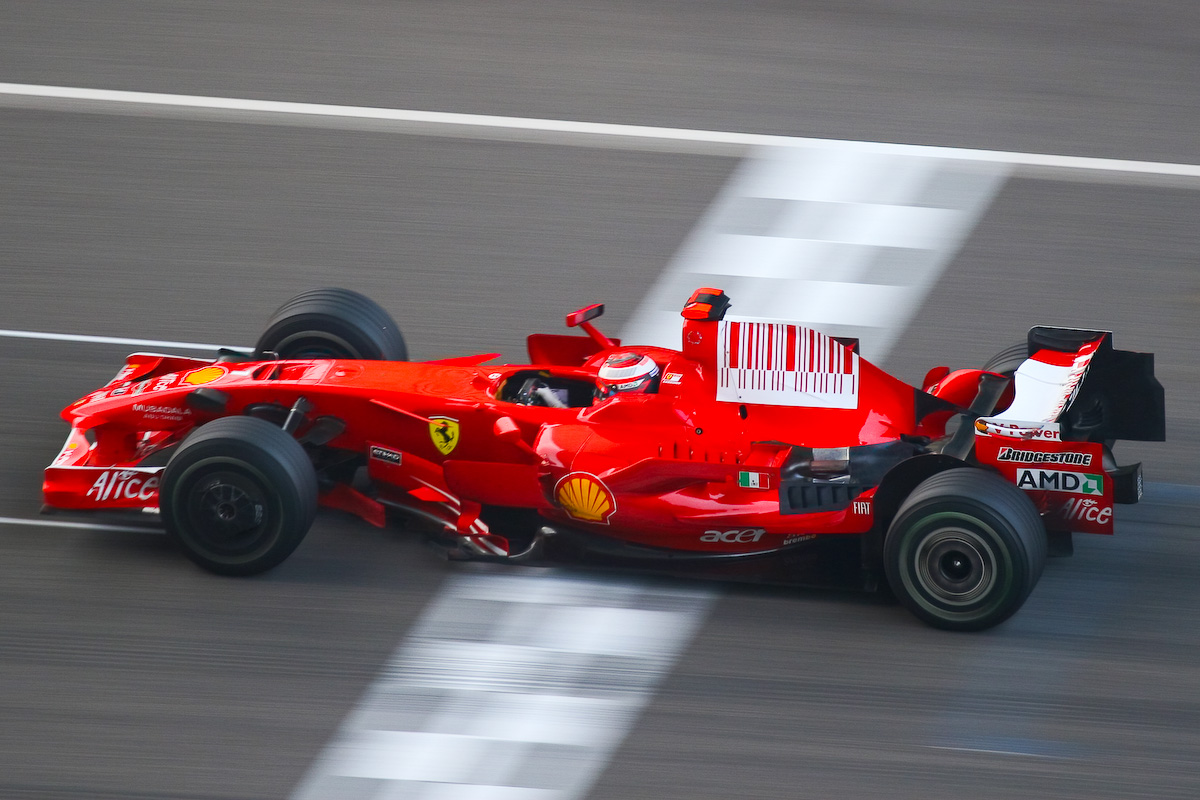
キミ・ライコネンがドライブするF2008。ノーズホールが見える

新車発表会では、2007年シーズンのマシンであるF2007と同じフロントウイングを搭載していたが、開幕戦オーストラリアGPには、ノーズとウイング接合部がなめらかに繋がるように処理されるウイングを投入した。
第4戦スペインGPではノーズ上部に穴の開いた革新的なノーズを投入した。これはフロントウイング上部とノーズ下部の間に流れ込んだ空気を、ノーズにあけられた穴を通してノーズ上面に持ち上げることで、フロント部分で発生させるダウンフォース量を増加できるパーツであり、ハイダウンフォースコースで採用されている。この装備は同時にドラッグも増加させてしまうため、トルコGPやカナダGP、ベルギーGP、イタリアGPといった高速コースでは投入されなかった。
第11戦ハンガリーGPから、レッドブルがRB4で初めて導入したシャークフィンを新たに使用した。ただし、高速サーキットやドライバーの好み（中国GPでのライコネンは使用しなかった）によって装着されないときもあった。

## 2008年シーズン
シェイクダウンは前年のチャンピオンであるキミ・ライコネンによって行なわれ、他チームを凌駕する速さを披露していた。開幕前はフェラーリの連覇になるかと思われていたが、シーズンを通してトラブルに悩まされた。開幕戦のオーストラリアGPやハンガリーGP、ヨーロッパGPなどでエンジントラブルに見舞われ、カナダGPではライコネンがピットレーン出口でルイス・ハミルトンに追突されリタイヤ、ヨーロッパGPとシンガポールGPではピットシグナルの操作ミスにより作業中に青信号になってしまい、給油リグが抜けないままピットから発進してしまった。
リタイヤなどでのポイントの取りこぼしが多かったため、コンストラクターズチャンピオンは獲得したものの、ドライバーズチャンピオンはマッサが、たった1点差でハミルトンに負けてしまった。

## スペック

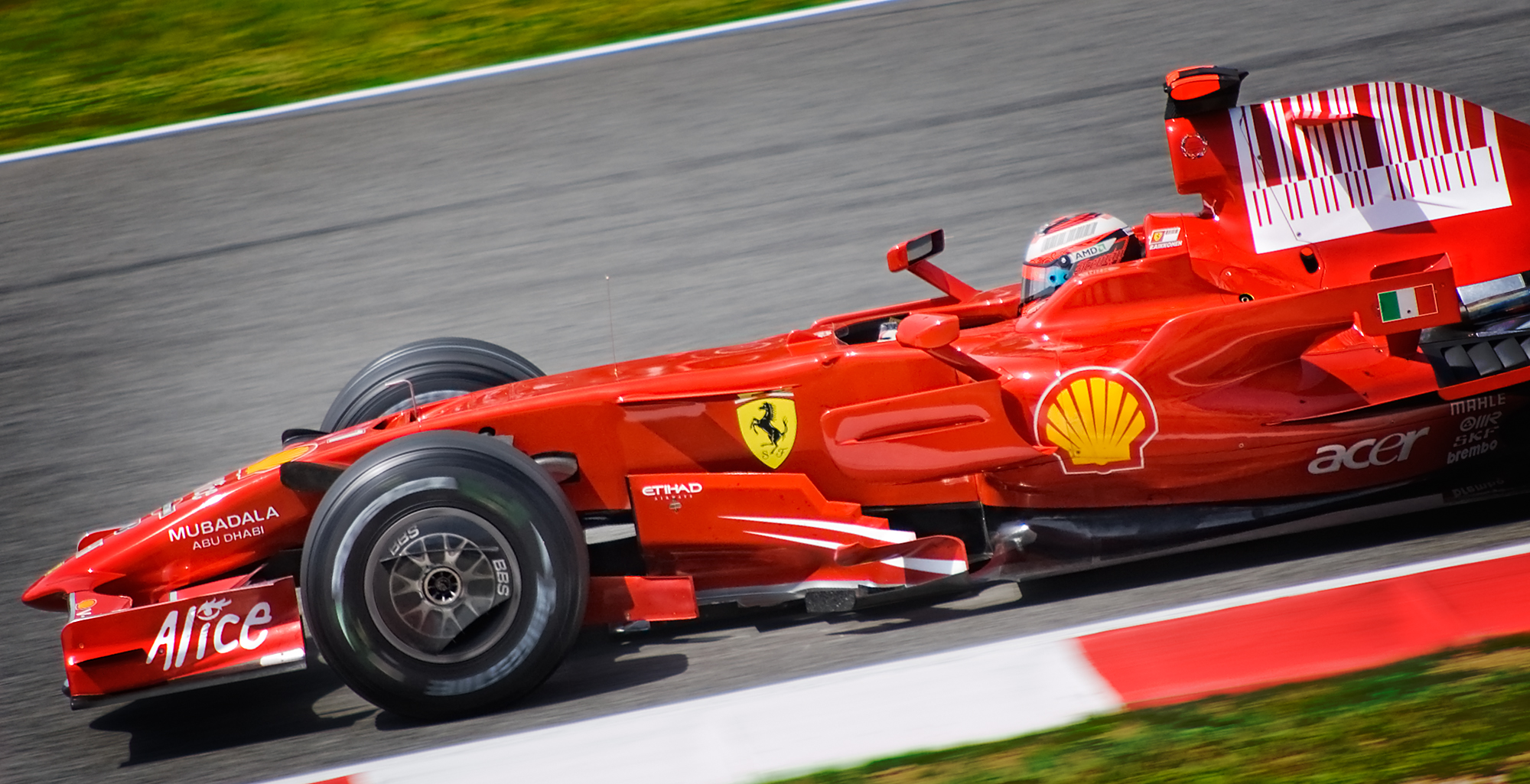
2008年スペインGPでキミ・ライコネンがドライブするF2008。このGPで「穴あきノーズ」が初めて使用された。

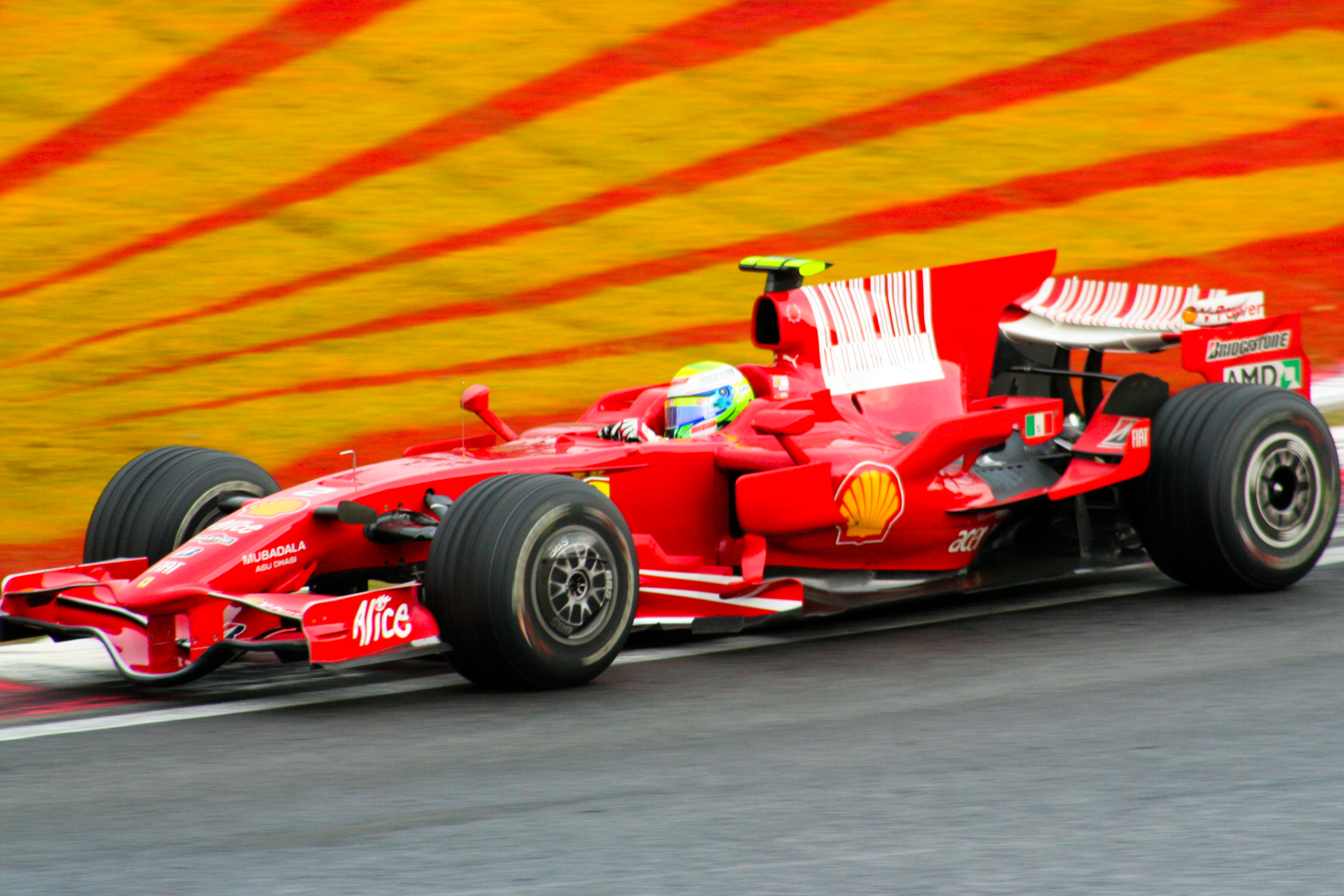
2008年ブラジルGPで優勝したフェリペ・マッサ

### シャーシ
- シャーシ名 F2008(659)
- ブレーキキャリパー ブレンボ
- ブレーキディスク・パッド ブレンボ・カーボンインダストリー[1]
- ホイール BBS13インチ
- タイヤ ブリヂストン
- ギアボックス 7速＋リバース1速セミオートマチック/カーボンファイバー製ケーシング
- 重量 605kg

### エンジン
- エンジン名 Tipo056
- 気筒数・角度 V型8気筒・90度
- 排気量 2,398cc
- 最高回転数 19,000回転（レギュレーションで規定）
- シリンダーブロック アルミニウム
- ピストン口径 98mm
- エンジン重量 95kg
- スパークプラグ NGK
- 燃料・潤滑油 シェル

## 記録
| 年   | No. | ドライバー | 1   | 2   | 3   | 4   | 5   | 6   | 7   | 8   | 9   | 10  | 11  | 12  | 13  | 14  | 15  | 16  | 17  | 18  | ポイント | ランキング |
| 年   | No. | ドライバー | AUS | MAL | BHR | ESP | TUR | MON | CAN | FRA | GBR | GER | HUN | EUR | BEL | ITA | SIN | JPN | CHN | BRA | ポイント | ランキング |
| ---- | --- | ---------- | --- | --- | --- | --- | --- | --- | --- | --- | --- | --- | --- | --- | --- | --- | --- | --- | --- | --- | -------- | ---------- |
| 2008 | 1   | ライコネン | 8   | 1   | 2   | 1   | 3   | 9   | Ret | 2   | 4   | 6   | 3   | Ret | 18  | 9   | 15  | 3   | 3   | 3   | 172      | 1位        |
| 2008 | 2   | マッサ     | Ret | Ret | 1   | 2   | 1   | 3   | 5   | 1   | 13  | 3   | 17  | 1   | 1   | 6   | 13  | 7   | 2   | 1   | 172      | 1位        |

- 太字はポールポジション、斜字はファステストラップ。(key)

- ドライバーズランキング
  - キミ・ライコネン 3位
  - フェリペ・マッサ 2位

## 2008年シーズン終了後

### F2008K
2009年を見据えて、F2008にKERSを積んだテストカーがF2008Kである。2008年11月11日にルカ・バドエルによってフィオラノサーキットでのテストが開始された。F2008KのKはKERSから取られた。シャーシ自体はF2008だが、2009年を見据えたエアロダイナミクスに変更され、KERSのパーツも搭載されている。しかし、完全なKERSを搭載してのテストは2009年型マシンであるF60の登場まで先送りされている。

### バレンティーノ・ロッシ
バレンティーノ・ロッシが、2008年のMotoGPチャンピオン獲得のご褒美としてムジェロ・サーキットでブラジルGP仕様のF2008をテストした。フェラーリの跳ね馬のマークが入った赤一色のレーシングスーツを着用、カーナンバーは彼がMotoGPで使用している「46」に変更されていた。彼はベストタイム1'22.55をマーク。以前にライコネンが記録していた1'21.07から1.48秒落ちのタイムを記録した。